# Nds
.nds (afkorting van Nintendo DS) is een bestandsextensie voor de Nintendo DS dat in het RAM-geheugen wordt geladen. Dit soort bestanden bestaan uit een header, een ARM7- en een ARM9-regio. Vaak worden commercieel gedumpte DS-spellen in dit formaat online gezet, want alle flashcards ondersteunen dit soort bestanden. Op de computer moet men een DS-emulator gebruiken om deze bestanden te kunnen gebruiken.
Ook DS homebrew (zoals Moonshell) worden gebruikt in het nds-formaat.